# Ordre national du Mali
L'ordre national du Mali est un ordre honorifique malien qui récompense des mérites exceptionnels et une fidélité continue dans l’accomplissement de services au profit de la Nation.

## Historique
L'ordre national du Mali est créé par la loi 63-31 AN RM du 31 mai 1963.

## Composition
L'ordre comporte 3 grades et 2 dignités :

### Grades
- Chevalier
- Officier
- Commandeur

### Dignités
- Grand officier
- Grand-croix

| Rubans portés sur les uniformes | Rubans portés sur les uniformes | Rubans portés sur les uniformes | Rubans portés sur les uniformes | Rubans portés sur les uniformes |
| ------------------------------- | ------------------------------- | ------------------------------- | ------------------------------- | ------------------------------- |
| Chevalier                       | Officier                        | Commandeur                      | Grand officier                  | Grand-croix                     |